# Progrypomyia nigra
Progrypomyia nigra är en tvåvingeart som beskrevs av Lindner 1949. Progrypomyia nigra ingår i släktet Progrypomyia och familjen vapenflugor. Inga underarter finns listade i Catalogue of Life.